# Система автономного электроснабжения
Систе́ма автоно́много электроснабже́ния (система автономного электропитания, САП, САЭП) — совокупность источников и систем преобразования электрической энергии.

## Состав систем автономного электроснабжения
Система автономного электроснабжения (САЭ) может включать в себя:
1. источник электроэнергии: например: газо-, бензо- дизельную электростанцию или генератор, обязательно с электростартером, а также автономные источники питания от солнца или ветра
2. систему преобразования электроэнергии: инвертор (обычно двунаправленный), служит для преобразования постоянного тока в переменный (220/380 В), а также для подзарядки батарей
3. систему автоматического пуска генератора (САП): (также называется: «устройство автоматического пуска», система автозапуска генератора) — прибор для запуска генератора при пропадании внешней сети, либо по команде;
4. блок коммутации: автоматика управления и слежения за системой;
5. аккумуляторные батареи: для накопления электрической энергии
6. подвод внешней электроэнергии из сети;
7. стабилизатор напряжения.

### Ограниченные САЭ
Для работы САЭ не обязательно наличие всех её подсистем, при этом работа возможна (с ограничениями):
- при отсутствии стабилизатора — не обеспечивается форма синусоиды напряжения для потребителей электроэнергии;
- при отсутствии генератора и блока его запуска, при отсутствии блока коммутации — время работы ограничивается объёмом энергии, накопленной в батареях; работает аналогично ИБП;
- при отсутствии инвертора и блока батарей — между отключением электричества и запуском генератора проходит значительный промежуток времени (от 10 секунд до нескольких минут); время работы системы ограничивается временем непрерывной работы генератора (обычно от 6 до 12 часов);
- при отсутствии внешней электрической сети — вся электроэнергия вырабатывается генератором.

## Принцип действия САЭ
При работе внешней электрической сети происходит зарядка аккумуляторных батарей системы через инвертор. После отключения внешней электроэнергии инвертор мгновенно (<20 мс) переключается на питание от аккумуляторных батарей. Блок коммутации следит за состоянием батарей и при скором их разряде через систему автоматического запуска генератора включает источник энергии (генератор). После выхода на режим генератора блок коммутации переключает нагрузку на него, а инвертор снова начинает накапливать электроэнергию в аккумуляторные батареи. После зарядки батарей, либо при перегреве генератора, блок коммутации вновь переключает нагрузку на инвертор, генератор выключается. Так происходит до появления напряжения во внешней сети.
Преимуществом данной системы является неограниченного время работы (допустимое время работы генератора обычно 6—12 часов, аккумуляторных батарей — в зависимости от ёмкости батарей и мощности потребителей). Ограничением является ёмкость бака и моторесурс на отказ источника электроэнергии.

## Прогрессивные САЭ
Прогрессивные системы автономного энергоснабжения должны отвечать требованиям надёжности, иметь высокое быстродействие (от 20 мс и вплоть до 5 мс), должны осуществлять непрерывный контроль за различными параметрами системы (например: заряд аккумуляторов, их состояние, количество топлива в генераторе, уровень и давление масла в нём).
По принципу пропорциональности:
- стабилизатор и инвертор должны иметь одинаковую номинальную мощность, но иметь максимальную кратковременную мощность в 2-3 раза выше номинальной. Номинальная мощность стабилизатора и инвертора определяется по максимальной одновременно потребляемой нагрузке;
- номинальная мощность генератора должна быть в 2 раза или более превосходить среднюю потребляемую мощность (которая обычно меньше номинальной), этим обеспечивается гарантированный необходимый запас электрической энергии в батареях.

По принципу совмещения:
- логичным продолжением является объединение стабилизатора и инвертора: при наличии потребителей, чувствительных к форме сигнала, наличие стабилизатора становится обязательным; при этом если инвертор выдает чистый синусоидальный сигнал, пропадает необходимость в наличии стабилизатора;
- встраивание системы автоматического пуска генератора в блок коммутации;
- встраивание системы автоматического пуска, блока коммутации и стабилизатора в инвертор, при этом инвертор выдаёт «чистый» синус;
- совмещение инвертора, блока батарей, генератора и части блока коммутации в единый модуль, который служит для контроля и непосредственной зарядки аккумуляторных батарей от генератора, минуя превращение постоянного тока в переменный и обратно.

В последнее время всё больше получают распространение электрические генераторы, работающие на природном или сжиженном газе. Стоимость киловатт*часа с газового генератора в 2-10 раз ниже чем у бензиновых или дизельных. При этом, если магистральный газ недоступен, либо давление в нём недостаточно, единственным решением является использование сжиженного газа.
Применение газгольдеров позволяет на несколько порядков увеличить время работы систем автономного электроснабжения.

## Производители САЭ
На рынке в основном распространены фирмы, создающие лишь компоненты систем автономного электроснабжения. Одни производители предлагают систему из инверторов-зарядных устройств, а другие предлагают генераторы с автозапуском.
Инверторы/зарядные устройства для создания САЭ производятся компаниями:
- МикроАрт (модель МАП SIN Энергия двух модификаций: S, точность до 12 % и Pro, точность до 5 %; имеет чистый синус)
- Находка (модели Синус и Синусоида имеют чистый синус)
- Штиль (модель УЭП PSS)
- Электромаш (модели серии Исток [например ИДП-1/1-10-220-А] имеют чистый синус)
- CyberPower Systems (модели CPS [например CyberPower CPS1000E, CPS1500PIE] имеют чистый синус)
- Novergy (модель IPC имеет чистый синус)
- OutBack (модель VFX имеет чистый синус; GFX, FX имеют чистый синус и герметичный корпус)
- Simin (модели семейства SIM-****MC [например Simin SIM-1000MC] несинусоидальные; семейства SIM-****PC [например Simin SIM-1000PC] имеют чистый синус)
- Studer Xtender (модели серий XTM, XTH имеют чистый синус)
- Sunny Island
- Tripp Lite (модели APSX****** [например Tripp Lite APSX3024SW] имеют чистый синус)
- Victron Energy (модели Phoenix, MultiPlus, Quattro, ECOmulti, EasyPlus, EasySolar имеют чистый синус) - кроме стационарной установки могут пригодных для транспортного применения. Функционал инверторов поддерживает автоматический запуск и остановку топливного генератора в зависимости от состояния заряда аккумуляторов. Поддерживается удаленный мониторинг и управление системой  автономного электроснабжения при помощи вспомогательных опций.
- Xantrex (модели XW, PROwatt SW, имеют чистый синус; модель TR имеет квази-синус)

Инверторы, имеющие в своем составе элементы управления автономных систем:
- Xantrex серия SW (например SW3048E и SW4548E), имеет блок управления генератором или другим источником электропитания
- Xtender серия XTM (например XTM 3500-24), имеет многофункциональные контакты, в том числе для запуска и остановки генератора (зависит от степени подготовки генератора к автоматизации)

Электрогенераторы производятся десятками фирм в Европе, Китае, России (в основном из заграничных комплектующих из Европы или Китая).
Системы автоматического запуска генератора при низком уровне напряжения батарей:
- САП «Энергия»
- XW Automatic Generator Start

## Аккумуляторные батареи
Аккумуляторы используются для накопления электрической энергии, которая впоследствии используется для питания нагрузки. Для систем автономного электроснабжения рекомендуется применять типы аккумуляторов с увеличенным циклическим ресурсом, поскольку они способны дольше служить при ежедневных циклах заряда и разряда. В зависимости от типа аккумуляторов, желательно ограничить глубину разряда при помощи функционала в источнике бесперебойного питания или инвертора.
| Тип аккумулятора | Рекомендованная глубина разряда | Ожидаемый ресурс | Стоимость решения |
| ---------------- | ------------------------------- | ---------------- | ----------------- |
| AGM VRLA         | не более 30%                    | до 1000 циклов   | низкая            |
| GEL VRLA         | не более 35%                    | до 1500 циклов   | низкая            |
| OPzV VRLA        | не более 50%                    | до 2500 циклов   | средняя / высокая |
| OPzS             | не более 50%                    | до 2500 циклов   | средняя / высокая |
| Li-ion (LiFePO4) | не более 90%                    | до 3000 циклов   | высокая           |

## Описание основных характеристик и необходимые требования элементов САЭ
Электрогенераторы: бензиновые, дизельные, газовые для питания САЭ производятся многочисленными компаниями, многие из которых закупают двигатели на стороне и на их основе производят электростанции.
Основные характеристики электрогенераторов:
- Расположение цилиндров предпочтительно рядное, расположение клапанов — верхнее (обозначается OHV). Такие двигатели лучше смазываются, ресурс в 1,5—2 раза выше. Потребление масла значительно ниже.
- Мощность электростанции. Наиболее важный параметр, для создания системы автономного электроснабжения рекомендуется брать двукратную от номинальной потребляемой мощности. Это позволит не изменяя количества потребителей подзаряжать аккумуляторы, создавая резерв времени для охлаждения электродвигателя. Максимальная номинальная мощность двигателя определяется по сумме потребляемой мощности и максимальным током зарядки аккумуляторов. Например, при потребляемой мощности 1200 ВА, при максимальном токе зарядки 50 А и напряжении зарядки 14 В, необходимо вырабатывать 1900 ВА. Помните: электрогенератору гораздо проще работать на низкой нагрузке. Слабые двигатели, постоянно выдающие 100 % от допустимой энергии, выходят из строя значительно быстрее более мощных, работающих вполсилы.
- Тип топлива. Наиболее долговечными являются дизельные генераторы, после них идут газовые, следом — бензиновые. Считается что ресурс дизельных двигателей в полтора раза выше чем у бензиновых. Стоимость на 1 кВт*ч ниже всего у газовых электростанций. Причём стоимость 1 кВт*ч у газовых, работающих от природного газа низкого давления примерно в 10 раз ниже чем у поставщиков городской электросети.
- Тип самого генератора. Синхронный генератор позволяет кратковременно вырабатывать мощность в 2-4 раза выше номинальной, подходит для питания электроприборов с высокими стартерными токами. Асинхронный не может выдавать мощность, значительно выше номинальной, но имеет больший ресурс и не чувствительны к короткому замыканию.
- Для бензиновых двигателей важно количество цилиндров, если цилиндр всего один, высока вероятность залива свечи, в результате чего двигатель не заведётся.
- Для газовых электрогенераторов инструкция на русском языке обязательна, газогенераторы без инструкции на русском языке к продаже запрещены.
- Электростартер обязателен. Обычно выполняются в виде синхронного генератора, работающего в режиме стартера.
- Стоимость электроэнергии. Определяется отношением количества потребляемого топлива за час на номинальную мощность генератора, затем путём пересчета стоимости 1 литра топлива определяется стоимость, рублей/кВт*ч. Обычно с увеличением номинальной мощности стоимость уменьшается, но следует учитывать и минимальное потребление топлива электрогенератором.
- Ёмкость бака и потребляемое количество топлива. Чем выше количество потребляемого топлива, тем больше должен быть бак. Материал бака лучше пластиковый, с толстыми стенками. Для газовых генераторов возможно применение бытовых газгольдеров (газовых баллонов большого объёма).
- Уровень шума. Чем меньше тем лучше, качественные электрогенераторы снабжаются глушителями с малым уровнем шума. Дополнительно снизить шум помогают звукопоглощающие кожухи.
- Вес генератора, наличие колес для удобной транспортировки.
- Счетчик моточасов, необходим для своевременного техобслуживания.
- Наличие встроенного автомата запуска (САП).